# Phalangacris alluaudi
Espèce
Statut de conservation UICN

 CR : 
En danger critique
Phalangacris alluaudi est une espèce de grillons endémique de l'île de Mahé aux Seychelles. Cette espèce ne se trouve que dans deux localités, dont le parc national du Morne Seychellois. Elle n'avait pas été répertoriée depuis 1909, jusqu'à sa redécouverte en 2014. C'est une espèce à aire de répartition restreinte, avec une zone d'occupation inférieure à 10 km2 et à la population très fragmentée,.
Ce grillon est incapable de voler et ne se trouve que dans les grottes et sous de gros rochers. On suppose que la population est en déclin en raison de la détérioration de son habitat, menacé par l'invasion de plantes exotiques comme le cannelier de Ceylan (Cinnamomum verum) et Clidemia hirta,,.
Axel Hochkirch, coprésident du Groupe de spécialistes des sauterelles de l'UICN, a déclaré : « Nous n’avons aucune idée du nombre total d’individus. Les populations d'insectes peuvent être assez importantes dans une petite zone. Le problème avec de nombreuses populations d'insectes est qu'elles [se trouvent dans] de petites zones qui peuvent être rapidement détruites par l'homme, de sorte que même une grande population peut disparaître rapidement. » Le groupe de spécialistes de l'UICN a l'intention de publier un guide de terrain pour identifier différentes espèces de l'ordre des orthoptères des Seychelles pour aider les défenseurs de l'environnement sur place.
L'espèce est dédiée à l'entomologiste français Charles Alluaud (1861-1949).